# Aich (Gemeinde Weitensfeld im Gurktal)
Aich ist eine Ortschaft in der Gemeinde Weitensfeld im Gurktal im Bezirk St. Veit an der Glan in Kärnten. Die Ortschaft hat 68 Einwohner (Stand 1. Jänner 2024).

## Lage
Aich liegt am Gurktalboden, an der Gurktal Straße, etwa 2 bis 3 km nordöstlich des Gemeindehauptorts Weitensfeld. 
Die Rotte Aich im engeren Sinn liegt bei der Mündung des Andrägrabens in die Gurk. Zwischen der Gurktal Straße und der Gurk, in der Katastralgemeinde Linder, wo sich früher die Höfe Aichhube und Aicher befanden, ist heute die Weizmann Hube (Nr. 1 und Nr. 12). Nördlich der Gurktal Straße, in der Katastralgemeinde Thurnhof, am Standort der ehemaligen Schneiderkeusche, die im 19. Jahrhundert vorübergehend eine zur Gemeinde Gurk gehörende Ortschaft Aich bildete, liegt Haus Nr. 23, einen halben Kilometer westlich davon im Andrägraben Haus Nr. 22.
Weiter nordwestlich, in der Katastralgemeinde Linder, um die Gurkschleife auf Höhe der Ortschaft Zweinitz, befinden sich die Dürrmühl Hube (Nr. 4 und 4a), ein Kraftwerksgebäude (ehemals Thurnhofmühle), die Monesbauer Hube (Nr. 6) und die Linder Hube (Nr. 7). Auch die Einfamilienhaussiedlung, die hier zwischen Gurktal Straße und Gurkfluss anstelle des ehemaligen Funder-Sägewerks entstand, gehört zur Ortschaft Aich, wohingegen die sich nördlich der Gurktal Straße anschließende Einfamilienhaussiedlung zur Ortschaft Zweinitz gehört. Dieser Teil der Ortschaft Aich wurde zeitweise als Ortschaftsbestandteil Zweinitz bezeichnet.

## Geschichte
Nach Gründung der Ortsgemeinden Mitte des 19. Jahrhunderts war Aich zunächst zwischen zwei Gemeinden geteilt: der in der Katastralgemeinde Thurnhof befindliche Teil des Orts gehörte zur Gemeinde Gurk, der in der Katastralgemeinde Linder gehörte zur Gemeinde Weitensfeld. 1871 trat die Gemeinde Gurk die Katastralgemeinden Thurnberg und Zweinitz an die Gemeinde Weitensfeld ab, somit gehörte Aich dann zur Gänze zur Gemeinde Weitensfeld.
1917 wurde bei der Weizmann Hube ein kleines privates Wasserkraftwerk errichtet, 1929 die Errichtung des Kraftwerks am Gurk-Mühlbach auf Höhe der Dürrmühle zur Stromversorgung von Zweinitz in Angriff genommen.
Bei der Kärntner Gemeindestrukturreform von 1973 kam Aich an die damals neu errichtete Gemeinde Weitensfeld-Flattnitz, bei deren Auflösung 1991 wieder zur Gemeinde Weitensfeld im Gurktal.

## Bevölkerungsentwicklung
Für die Ortschaft ermittelte man folgende Einwohnerzahlen:
- 1869: 6 Häuser, 69 Einwohner 
  - davon 5 Häuser, 61 Einwohner in Gemeinde Weitensfeld; 1 Haus, 8 Einwohner in Gemeinde Gurk[4]
- 1880: 6 Häuser, 80 Einwohner[5]
- 1890: 8 Häuser, 64 Einwohner[6]
- 1900: 9 Häuser, 93 Einwohner[7]
- 1910: 13 Häuser, 95 Einwohner 
  - davon Aich 9 Häuser, 54 Einwohner; Zweinitz 4 Häuser, 41 Einwohner[8]
- 1923: 12 Häuser, 115 Einwohner 
  - davon Aich 8 Häuser, 41 Einwohner; Zweinitz 4 Häuser, 74 Einwohner[9]
- 1934: 176 Einwohner[10]
- 1961: 25 Häuser, 141 Einwohner[11]
- 2001: 25 Gebäude (davon 22 mit Hauptwohnsitz) mit 26 Wohnungen; 65 Einwohner und 5 Nebenwohnsitzfälle; 23 Haushalte; 2 Arbeitsstätten, 8 land- und forstwirtschaftliche Betriebe[12]
- 2011: 26 Gebäude, 60 Einwohner, 26 Haushalte, 4 Arbeitsstätten[13]
- 2021: 27 Gebäude, 64 Einwohner, 23 Haushalte, 7 Arbeitsstätten[14]